# François-René de Chateaubriand
(Charles Augustin de Sainte-Beuve riferendosi a Chateaubriand)
Il visconte François-René de Chateaubriand ([fʁɑ̃swa ʁəne də ʃatobʁijɑ̃]; Saint-Malo, 4 settembre 1768 – Parigi, 4 luglio 1848) è stato uno scrittore, politico e diplomatico francese.
È considerato il fondatore del Romanticismo letterario francese.

## Biografia

### Infanzia e prima giovinezza di Chateaubriand
Il visconte François René de Chateaubriand nacque da un'antichissima famiglia aristocratica di Saint-Malo, che ritrovò la dignità di una volta grazie all'abilità imprenditoriale del padre René Auguste, armatore e commerciante. Il piccolo François René dovette vivere fino ai tre anni con un precettore, lontano dai suoi genitori. La riuscita economica di suo padre permise a quest'ultimo di acquistare il 3 maggio 1761 il castello e la Contea di Combourg in Bretagna, nel quale il giovanissimo Chateaubriand si stabilì e trascorse un'infanzia e un'adolescenza spesso malinconiche, rotte soltanto dalle camminate nella campagna bretone e dall'intenso rapporto con la sorella Lucile (1764-1804).
Compì gli studi medi e liceali in alcuni istituti retti da religiosi a Dol-de-Bretagne e a Rennes. Il padre sognava di fare di lui un ufficiale di marina, in seguito Chateaubriand meditò di prendere la carriera ecclesiastica, infine si lasciò convincere dal fratello Jean-Baptiste a intraprendere la vita militare. Arruolatosi, ottenne il brevetto di sottotenente di complemento nel reggimento di Navarra a diciassette anni, e poi di cadetto-gentiluomo a diciannove. Una volta congedato, si trasferì a Parigi nel 1788, dove si legò a Jean-François de La Harpe, André Chénier, Jean-Pierre Louis de Fontanes e altri letterati dell'epoca, ed ebbe il suo debutto letterario scrivendo dei versi per l'Almanacco delle Muse. Subì l'influsso dell'opera di Corneille e di Rousseau.
Godette della protezione dell'influente giurista Guillaume-Chrétien de Lamoignon de Malesherbes, che era il nonno della moglie del fratello Jean-Baptiste. Era imparentato indirettamente anche con la famiglia del pensatore liberale Alexis de Tocqueville (nato nel 1805), nipote della cognata e di cui Jean-Baptiste de Chateaubriand era quindi zio acquisito, anche se postumo.

### L'esilio
(Memorie d'oltretomba)

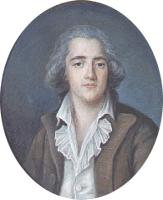
Chateaubriand in un pastello di anonimo di fine XVIII secolo.

Nella primavera del 1791, in piena Rivoluzione francese dalla quale all'inizio si era sentito attratto, si allontanò dalla Francia sfavorevolmente impressionato dagli eccessi popolari, e s'imbarcò per il Nuovo Mondo.
Percorse per un anno le foreste dell'America del Nord, vivendo con gli autoctoni tra Canada e Stati Uniti, e abbozzando nei vari luoghi il suo poema dedicato ai Natchez. Trovava in questi paesaggi il riflesso del suo sentimento d'esilio e di solitudine. Grazie a una lettera di presentazione, poté incontrare George Washington a Filadelfia, benché il colloquio si fosse limitato a poco più di uno scambio di convenevoli.
Rientrò dall'America agli inizi del 1792 e, dopo una breve permanenza in una Francia sempre più scossa dagli eventi rivoluzionari, raggiunse a Coblenza l'Esercito degli emigrati. Nel settembre 1792, ferito a una gamba durante l'assedio di Thionville, fu trasportato in cattive condizioni a Jersey. Questo episodio porrà fine alla sua breve esperienza nell'esercito degli emigrati. Al suo ritorno sposò Céleste Buisson de Lavigne, un'ereditiera bretone. Si trattò di un matrimonio combinato da una delle sorelle, e i rapporti fra i due coniugi furono sempre conflittuali, soprattutto a causa dei ripetuti tradimenti di Chateaubriand.
Ormai installatosi in Inghilterra per sfuggire alle leggi del Terrore che sanzionavano duramente gli emigrati, Chateaubriand visse a Londra in uno stato di perenne precarietà economica che lo costrinse a vivere di traduzioni e, in un secondo tempo, a insegnare in una scuola privata in un borgo del Suffolk, dove apprese la morte sul patibolo del fratello e della cognata. I suoceri del fratello furono ugualmente decapitati, e così l'ormai vecchio Malesherbes. Due delle sorelle e l'anziana madre furono addirittura messe agli arresti in quanto parenti stretti di un emigrato. Solo due nipoti di Malesherbes, tra cui Louise Madeleine Le Peletier de Rosanbo (futura madre di Tocqueville) si salvarono in seguito alla caduta di Robespierre.
A Londra pubblicò nel 1797 la sua prima opera, Il Saggio sulle antiche e moderne rivoluzioni in rapporto alla Rivoluzione francese, in cui esprimeva delle idee politiche e religiose poco in armonia con quelle che professerà più tardi, ma in cui già rivelava il suo talento di scrittore.

### Ritorno in Francia e primi successi letterari
(Genio del Cristianesimo)

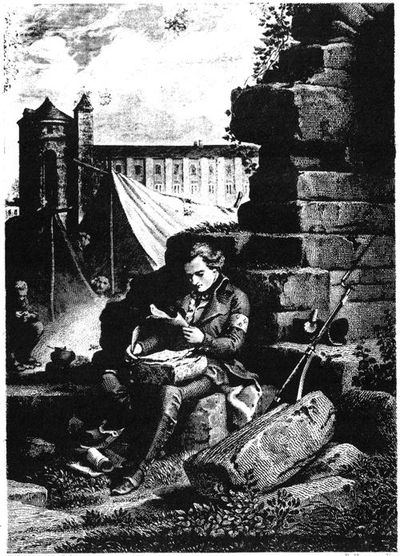
Chateaubriand a Coblenza presso l'accampamento dell'armata del duca d'Enghien, al tempo dell'esercito degli emigrati.

Fu una lettera di sua madre in fin di vita a riavvicinarlo alla religione. Di ritorno dalla Francia nel maggio del 1800, redasse per qualche anno il Mercure de France insieme a Jean-Pierre Louis de Fontanes, e fece apparire in questa rivista, nel 1801, Atala, originale creazione letteraria che conserva echi della concezione rousseuiana del buon selvaggio, e che venne accolta nella generale ammirazione.
Compose nello stesso periodo René, opera semi-autobiografica impregnata di una malinconia sognante, che diventerà un modello per gli scrittori romantici. In quest'opera, Chateaubriand evoca in modo appena velato il sentimento casto, ma violento e appassionato che ha provato per la sorella Lucile, che lo soprannominava «L'incantatore».
Il 14 aprile 1802, pubblicò il Genio del Cristianesimo, che aveva in parte scritto in Inghilterra, e di cui Atala e René erano all'origine degli episodi. Con quest'opera, ispirata dal pensiero di Blaise Pascal, orientò le ispirazioni religiose di molti suoi contemporanei non più verso un vago cristianesimo o deismo (come quello proposto da Rousseau), ma verso la Chiesa cattolica, con i suoi dogmi, i suoi sacramenti e i suoi riti; si batteva contro l'idea illuminista che vedeva nel  cristianesimo una forma di barbarie: secondo Chateaubriand il Cristianesimo era favorevole all'arte e alla poesia molto più del paganesimo. Lo scritto ebbe un grandissimo successo.
Il 4 maggio 1803 Chateaubriand, che si era fatto apprezzare dall'entourage del Primo Console Napoleone Bonaparte (in particolare dalla sorella Elisa Bonaparte Baciocchi), fu designato perché affiancasse il ministro plenipotenziario cardinale Fesch a Roma in qualità di segretario di legazione. Nel gennaio del 1804 fu promosso plenipotenziario, ed ebbe l'incarico di rappresentare la Francia presso la Repubblica del Vallese. Lasciò quindi Roma per trasferirsi a Parigi in attesa di raggiungere la nuova destinazione, ma il 22 marzo 1804, venuto a conoscenza del rapimento seguito dall'esecuzione, per ordine di Bonaparte, del Duca d'Enghien (figlio di Luigi Enrico di Borbone-Condé e nipote del principe di Condé, ex comandante dell'esercito degli emigrati), presentò le sue dimissioni. Con una lettera al ministro delle Relazioni estere Talleyrand, Chateaubriand declinò l'incarico con il pretesto delle cattive condizioni di salute della moglie. Ma i reali motivi della rinuncia erano evidenti, e nella risposta il ministro fece sapere all'interessato dell'irritazione del Primo Console. Passò quindi tra gli oppositori dell'Impero.

### Il viaggio in Oriente
Chateaubriand immaginò il progetto di una epopea cristiana, in cui sarebbero stati presenti il paganesimo ormai agonizzante e la religione nascente; a questo proposito, egli stesso volle visitare i luoghi in cui avrebbe dovuto svolgersi l'azione, e nel corso del 1806 viaggiò attraverso la Grecia, l'Asia minore, la Palestina e l'Egitto. Nei primi mesi del 1807 attraversò la Spagna. Al suo ritorno in Francia acquistò, indebitandosi fino al collo, la Vallée-aux-loups (oggi sede del museo Chateaubriand), una piccola tenuta di campagna a Aulnay nel comune di Châtenay-Malabry, a venti chilometri da Parigi, dove redasse Les Martyrs, una sorta di epopea in prosa che fu pubblicata soltanto nel 1809.

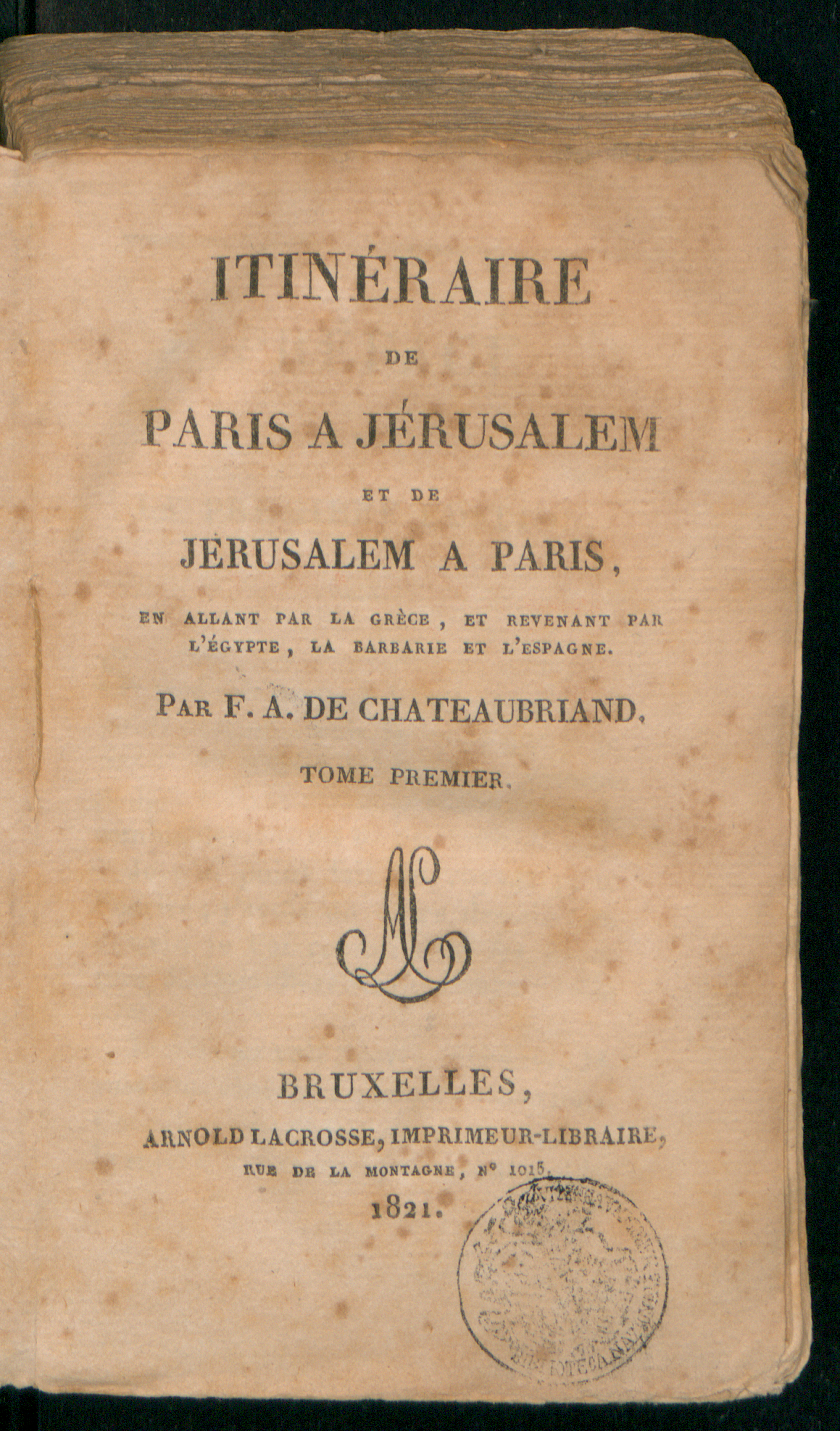
Itinéraire de Paris a Jérusalem et de Jérusalem a Paris, 1821. Da BEIC, biblioteca digitale

Gli appunti che l'autore aveva raccolto durante il suo viaggio formarono la materia de L'Itinéraire de Paris à Jérusalem (L'Itinerario da Parigi a Gerusalemme) (1811). Lo stesso anno, Chateaubriand fu eletto membro dell'Académie française, al posto di Marie-Joseph Chénier; ma avendo severamente criticato, nel suo progetto per il discorso di ringraziamento, alcuni atti della Rivoluzione, non gli fu permesso di prendere possesso del suo posto; la carica gli fu effettivamente consegnata solo dopo la Restaurazione.

### Favori e disgrazia

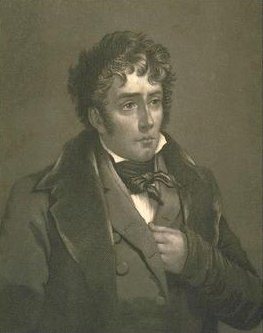
Acquaforte di Chateaubriand

Chateaubriand accolse con entusiasmo il ritorno dei Borboni: il 14 aprile 1814, aveva pubblicato contro l'ormai ex Imperatore un virulento pamphlet, I Buonaparte e i Borboni (De Buonaparte et des Bourbons), di cui furono diffuse migliaia di copie, e che, a detta di Luigi XVIII, valse a quest'ultimo «più d'una battaglia vinta». Nominato ambasciatore in Svezia, non aveva ancora lasciato Parigi, quando Napoleone fece ritorno in Francia nel 1815. Durante i Cento giorni, Chateaubriand seguì Luigi XVIII a Gand, divenendo uno dei membri del suo gabinetto. In quell'occasione gli trasmise il celebre Rapport sur l'état de la France (Relazione sulle condizioni della Francia).

Il 9 luglio 1815, dopo la sconfitta del Bonaparte a Waterloo, Chateaubriand fu nominato ministro di Stato. A gennaio dello stesso anno assistette alla riesumazione dei resti di Maria Antonietta (che aveva incontrato personalmente), cosa da cui rimase fortemente impressionato:
(Memorie d'oltretomba)
Il successivo 17 agosto fu nominato anche pari di Francia; ma avendo attaccato, ne La Monarchie selon la Charte (La Monarchia secondo la Carta), l'ordinanza del 5 settembre 1816 che smembrava la Camera introvabile, cadde in disgrazia e perse la carica onorifica di ministro di Stato. Si buttò allora nell'opposizione ultra-realista e divenne uno dei principali redattori del Conservatore, il più potente organo di questa fazione. Risale a quel periodo l'inizio della relazione sentimentale con Juliette Récamier, che durò fino alla fine dei suoi giorni. Chateaubriand ebbe numerose altre relazioni, più o meno all'insaputa della moglie con la quale convisse fino alla morte di quest'ultima nel 1827.

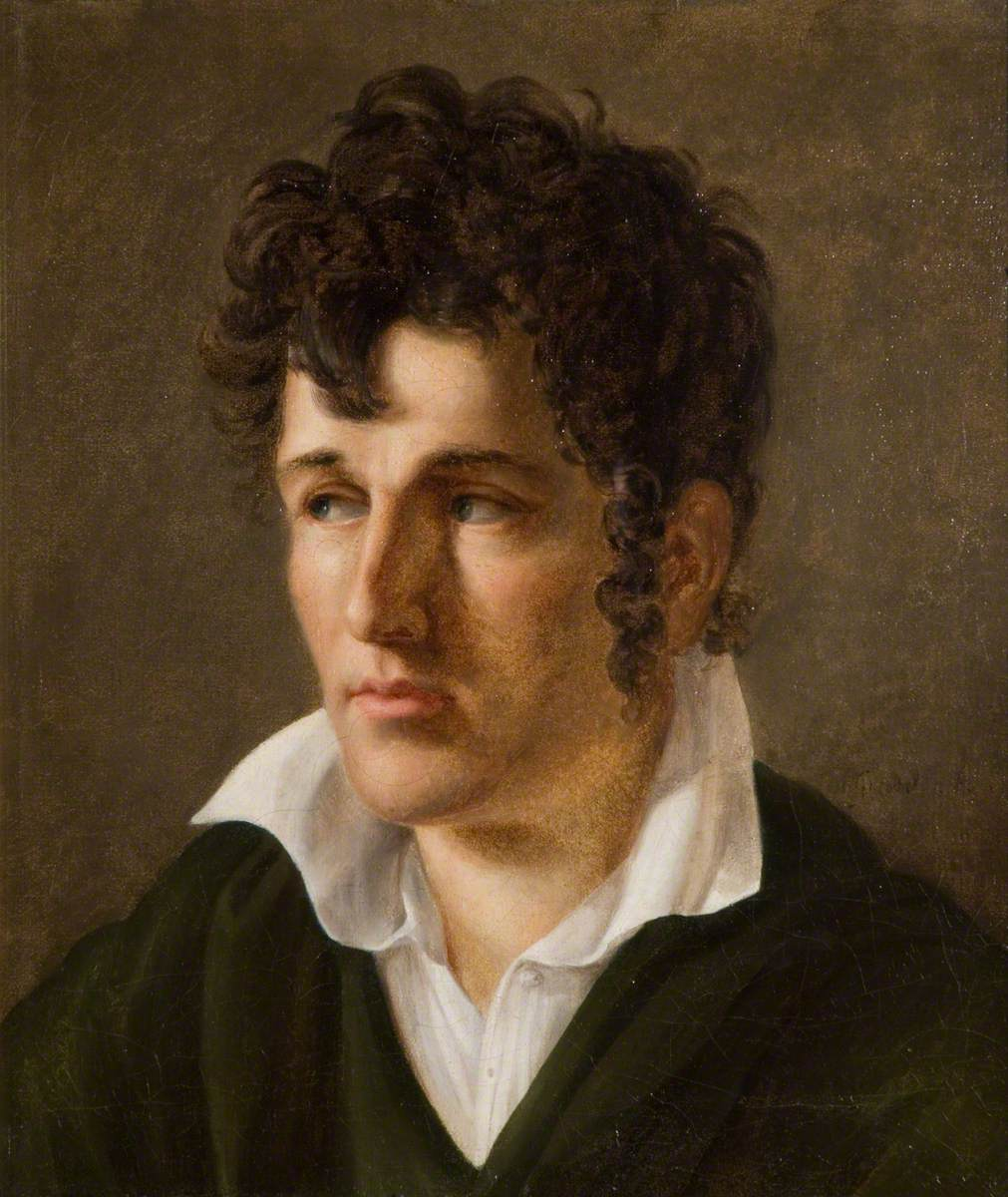
Anne-Louis Girodet de Roussy-Trioson, Ritratto di Chateaubriand, uno dei due realizzati dal pittore.

L'attentato e la morte del Duca di Berry, il 14 febbraio 1820 ebbero l'effetto di riavvicinarlo alla corte. Nel settembre di quell'anno redasse le Mémoires, lettres et pièces authentiques touchant la vie et la mort de S. A. R. (le) duc de Berry e, il 30 novembre, fu nominato ministro plenipotenziario di Francia presso il regno di Prussia. Il 1º maggio 1821 Luigi XVIII gli restituì la dignità di ministro di Stato e lo nominò cavaliere della Legion d'onore. Tuttavia, il successivo 30 luglio Chateaubriand si dimise dall'incarico di rappresentante diplomatico a Berlino per solidarietà nei confronti di Villèle, il quale aveva abbandonato il governo per disaccordi con il Primo ministro Armand Emmanuel de Vignerot du Plessis de Richelieu. La caduta di quest'ultimo ebbe l'effetto di riportare in auge Chateaubriand, che il 21 dicembre 1821 fu nominato ambasciatore in Inghilterra. Nel corso del suo soggiorno nella città londinese lo chef dell'ambasciata di Francia sperimentò la cottura della parte del manzo che porta il suo nome.
Il ruolo politico di Chateaubriand fu particolarmente rilevante nella questione riguardante la restaurazione del potere assoluto di Ferdinando VII ed il rovesciamento del locale governo liberale. Chateaubriand, infatti, fu uno dei due plenipotenziari francesi che, al Congresso di Verona, ottennero il consenso delle potenze continentali (salvo l'Inghilterra, preoccupata di un ritorno di influenza spagnola in Sud-America) alla Spedizione di Spagna. Il 28 dicembre 1822, al suo rientro in Francia, ottenne il portafoglio di ministro degli Esteri. L'avventura spagnola si concluse con un successo grazie alla conquista di Cadice nel 1823. Ma a causa di dissapori con il capo del governo Villèle, suo ex alleato, il 6 giugno 1824 fu rimosso brutalmente dall'incarico.

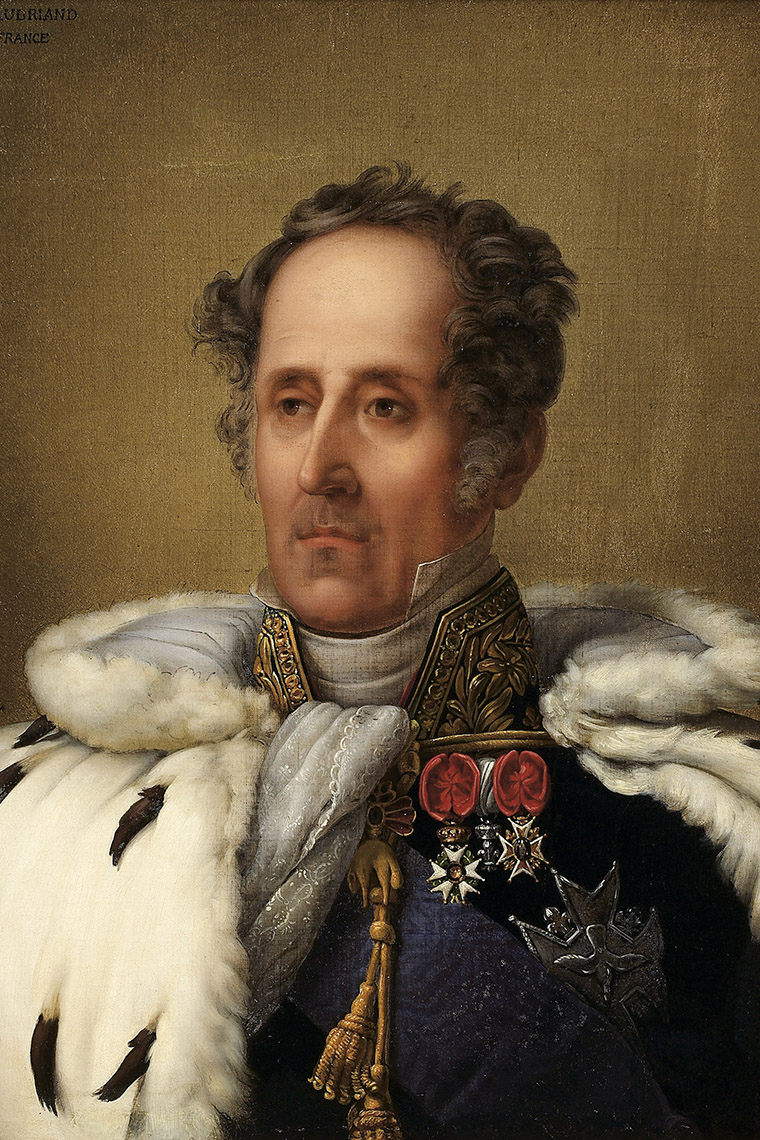
Chateaubriand nel 1828

Passò subito nell'opposizione, ma stavolta per unirsi al partito liberale, e combatté a oltranza il ministero Villèle, sia dal suo scanno alla Camera dei Pari di Francia, sia dalle pagine del Journal des débats (Giornale dei dibattiti), in cui diede il segnale della defezione. Si mostrò a quell'epoca, come un difensore accanito della libertà di stampa e della indipendenza della Grecia, cosa che gli portò grande popolarità.
Alla caduta del de Villèle, Chateaubriand fu nominato, il 1º giugno 1828, ambasciatore a Roma, ma il 30 agosto 1829, a seguito dell'avvento del ministero Polignac, diede le dimissioni.

### L'abbandono della carriera politica
(François-René de Chateaubriand, Memorie d'oltretomba)
Sempre più in contrasto con i partiti conservatori, disilluso sull'avvenire della monarchia, Chateaubriand si ritirò dalla vita politica dopo l'instaurazione della Monarchia di luglio nel 1830, dimettendosi dalla Camera dei Pari dopo aver pronunciato il 7 agosto un memorabile intervento. Rinunciò anche alla dignità di ministro di Stato, perdendo quindi ogni fonte di reddito. Ma non cessò di far sentire la sua voce, soprattutto attraverso le sue critiche acerbe contro il nuovo governo (De la Restauration et de la Monarchie élective, 1831). Recò visita a Carlo X rifugiatosi a Praga insieme ai resti della sua corte, e pubblicò una Mémoire sur la captivité de la duchesse de Berry (Memoria sulla prigionia della duchessa di Berry) (1833), a causa della quale subì anche un breve arresto. Pubblicò ugualmente nel 1831 degli Studi Storici (4 vol. in-8), riassunti di storia universale in cui voleva additare il Cristianesimo come una riforma della società; quest'opera doveva costituire il frontespizio di un'ipotetica Histoire de France (Storia di Francia) su cui meditava da molto tempo, ma che non fu mai scritta.

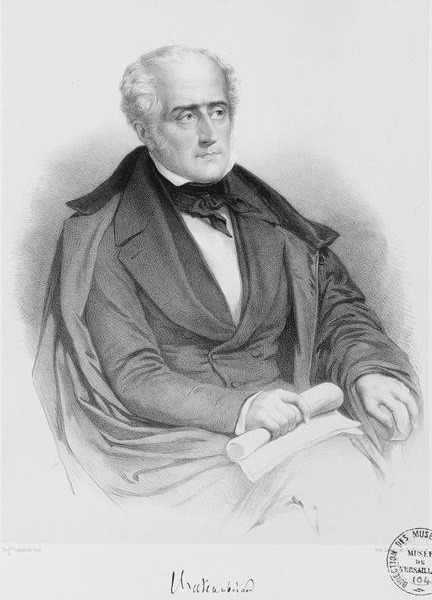
Chateaubriand durante la vecchiaia

Negli ultimi anni della sua vita condusse una vita sostanzialmente ritirata, intervallata da frequenti viaggi anche all'estero, e ricevendo numerose visite, sia di giovani romantici (ad esempio Victor Hugo, che a 14 anni scrisse: «voglio essere o Chateaubriand o niente») sia di quelli liberali; nonostante fosse un conservatore, la personalità di Chateaubriand riscuoteva infatti ammirazione anche nella parte politica opposta. 

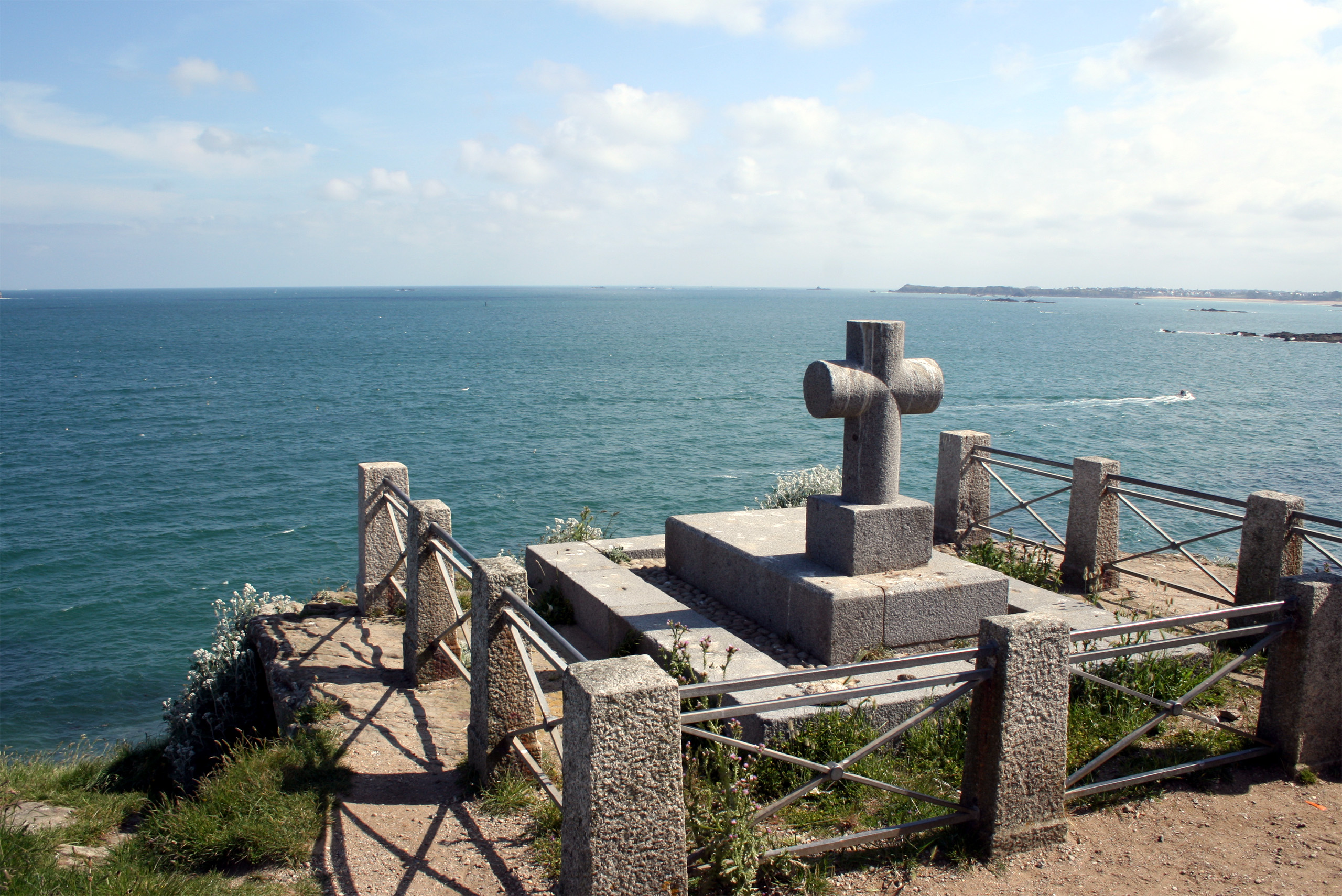
Tomba di Chateaubriand sulla rocca del Gran Bé a Saint-Malo.

Si recava quasi ogni giorno presso il convento poco distante dell'Abbaye-aux-Bois (Abbazia dei boschi), dove risiedeva Juliette Récamier, cui rimase legato fino all'ultimo. Nel salotto della Récamier, dove faceva bella mostra di sé il ritratto di Chateaubriand di Anne-Louis Girodet de Roussy-Trioson, si riuniva l'élite del mondo letterario.
Chateaubriand, che aveva cominciato a scrivere dal 1811 le sue memorie, si rimise al lavoro e portò a termine la sua opera monumentale. Essa fu intitolata Memorie d'oltretomba (Mémoires d'outre-tombe), vasto progetto autobiografico scaglionato su trent'anni della sua vita. Queste memorie sarebbero dovute apparire in pubblico solo dopo la sua morte; tuttavia, spinto da quella necessità di denaro che lo perseguitò per tutta la vita, ne cedette i diritti nel 1836 a una società di estimatori che gli assicurò un congruo sostentamento economico per il resto dei suoi giorni.
Morì il 4 luglio 1848 a Parigi, facendo quindi in tempo ad assistere alla caduta di Luigi Filippo. La sua salma fu trasportata a Saint-Malo e sepolta di fronte al mare, secondo la sua volontà, sulla rocca del Grand Bé, propaggine dall'aspetto romantico situata sulla rada della sua città natale, alla quale si accede a piedi da Saint-Malo una volta che la marea si è ritirata.
(Memorie d'oltretomba)

## Poetica
Sia per il suo talento che per i suoi eccessi, Chateaubriand può essere considerato il padre del Romanticismo in Francia. Le sue descrizioni della natura e l'analisi dei sentimenti dell'io, ne fecero un modello per la generazione degli scrittori romantici. Per primo formulò il cosiddetto "vague des passions" (onda di passioni) che diventerà un tòpos del Romanticismo:
(Genio del Cristianesimo, 1802)
Il suo pensiero e le sue azioni politiche sembrano offrire numerose contraddizioni; voleva essere amico sia della sovranità legittima sia della libertà, difendendo alternatamente l'una delle due che in quel momento gli sembrava fosse in pericolo. Di sé stesso disse:
(Memorie d'oltretomba, 1848)
I suoi detrattori gli hanno rimproverato uno stile ampolloso e una vanità eccessiva che proromperebbe nelle sue Mémoires d'outre-tombe.
La sua opera è a metà strada tra fantasia e realtà, e talvolta sembra mascherare il tentativo di narrare per davvero quel tipo di esistenza che l'autore stesso avrebbe voluto vivere.
La sua stessa visione religiosa apparve a molti critici, un po' ridotta, perché limitata all'aspetto estetico, in quanto ritiene il cristianesimo, rispetto agli altri culti, maggiormente libero di manifestarsi sia sotto l'ambito artistico-figurativo sia in quello lirico-letterario.
Vediamo nelle Memorie d'oltretomba una dicotomia tra uno Chateaubriand privato che esalta i suoi sentimenti con un lirismo romantico e uno Chateaubriand pubblico che crea una cronaca di memorialista della sua epoca, che ha visto l'avvento dei principi rivoluzionari ai quali egli si opponeva, cosa che lo spinge a rappresentarsi come uno storico:
(Memorie d'oltretomba)
Nel corso della sua opera, tuttavia, i due personaggi si riuniscono in uno solo, a dimostrazione che tutta la sua vita politica fu influenzata dai suoi sentimenti personali e dalla solitudine che si trasformò in paranoia e in paura di un eventuale complotto nei suoi confronti, che lui temeva da quando fu allontanato ripetutamente dal potere monarchico.

## Opere

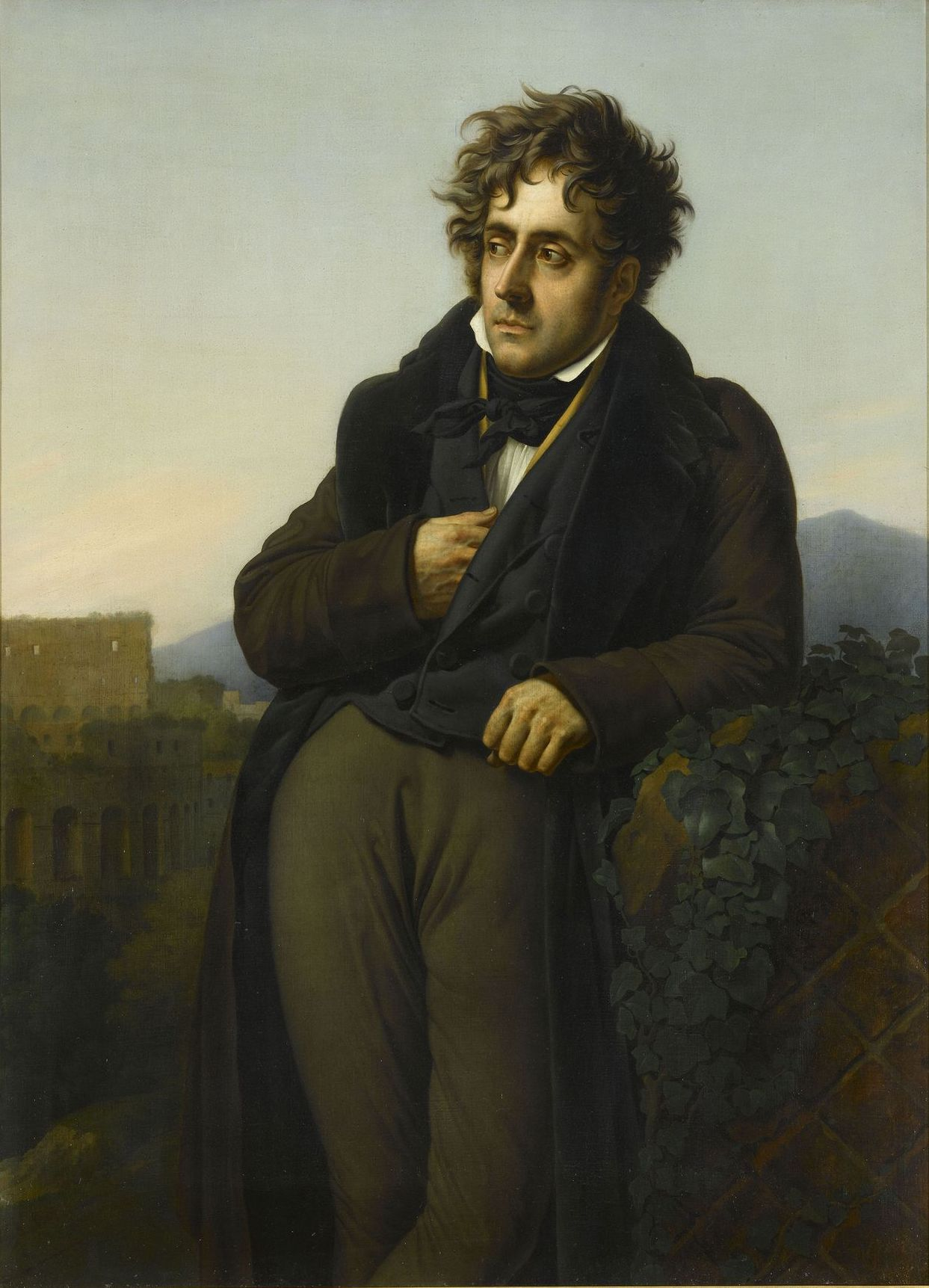
Anne-Louis Girodet de Roussy-Trioson, Chateaubriand che medita sulle rovine di Roma, 1809 circa

- Saggio sulle rivoluzioni (Essai sur les révolutions) (1797);
- Atala (1801);
- René (1802);
- Genio del Cristianesimo (Génie du Christianisme) (1802);
- I martiri (Les Martyrs) (1809);
- Mémoires de ma vie (1809);
- Itinéraire de Paris à Jérusalem (1811);
- De Buonaparte et des Bourbons (1814);
- Le avventure dell'ultimo Abenceragio (Les aventures du dernier des Abencérages) (1826);
- I Natchez (Les Natchez) (1826);
- Voyage en Amérique (1827);
- Vie de Rancé (1844);
- Memorie d'oltretomba, postume (1848). Le Memorie, pubblicate prima come inserti del giornale La Presse, furono divise in 12 volumi pubblicati dal 1849 al 1850;
- Amour et vieillesse, scritto tra il 1823 ed il 1845.

Oltre le numerose edizioni di ciascuna delle opere separate di Chateaubriand, egli aveva scritto anche molte edizioni delle sue Opere complete; le migliori, secondo un'enciclopedia francese, sono quelle di Pierre-François Ladvocat, in 31 volumes, Parigi, 1826-1831, revisionate dall'autore stesso, che vi ha aggiunto dei chiarimenti e delle note critiche, e le ha inoltre arricchite di qualche opera inedita (le Abencerrages, le Natchez, Moïse, in ordine una tragedia, delle poesie e dei discorsi politici) ; e quelle di Charles Gosselin, 25 volumi, 1836-1838 (qui troviamo in più il Congrès de Vérone, un Essai sur la littérature anglaise, una traduzione del Paradiso perduto di John Milton).